# Salina (Oklahoma)
Salina é uma cidade  localizada no estado norte-americano de Oklahoma, no Condado de Mayes.

## Demografia
Segundo o censo norte-americano de 2000, a sua população era de 1422 habitantes.
Em 2006, foi estimada uma população de 1465, um aumento de 43 (3.0%).

## Geografia
De acordo com o United States Census Bureau tem uma área de
2,9 km², dos quais 2,7 km² cobertos por terra e 0,2 km² cobertos por água. Salina localiza-se a aproximadamente 201 m acima do nível do mar.

## Localidades na vizinhança
O diagrama seguinte representa as localidades num raio de 12 km ao redor de Salina.